# Olympische Sommerspiele 1956/Schwimmen
Bei den XVI. Olympischen Sommerspielen 1956 in Melbourne wurden im Schwimmen 13 Wettbewerbe ausgetragen, davon sieben für Männer und sechs für Frauen.

## Männer

### 100 m Freistil
| Platz | Land | Athlet        | Zeit   |
| ----- | ---- | ------------- | ------ |
| 1     | AUS  | John Henricks | 55,4 s |
| 2     | AUS  | John Devitt   | 55,8 s |
| 3     | AUS  | Gary Chapman  | 56,7 s |

Platz 11 belegte der damals 26-jährige Italiener Carlo Pedersoli, der wenige Jahre später eine überaus erfolgreiche Karriere als Filmschauspieler startete und unter seinem Künstlernamen Bud Spencer einem breiten Publikum bekannt wurde.

### 400 m Freistil
| Platz | Land | Athlet            | Zeit       |
| ----- | ---- | ----------------- | ---------- |
| 1     | AUS  | Murray Rose       | 4:27,3 min |
| 2     | JPN  | Tsuyoshi Yamanaka | 4:30,4 min |
| 3     | USA  | George Breen      | 4:32,5 min |

### 1500 m Freistil
| Platz | Land | Athlet            | Zeit        |
| ----- | ---- | ----------------- | ----------- |
| 1     | AUS  | Murray Rose       | 17:58,9 min |
| 2     | JPN  | Tsuyoshi Yamanaka | 18:00,3 min |
| 3     | USA  | George Breen      | 18:08,2 min |

Nachdem Weltrekordler Murray Rose im ersten Vorlauf mit 18:04,1 min einen neuen olympischen Rekord aufgestellt hatte, unterbot George Breen diese Leistung im dritten und vorletzten Vorlauf, wobei er gleichzeitig die Weltbestmarke des Australiers um 6,6 s auf 17:52,9 min verbesserte.

### 100 m Rücken
| Platz | Land | Athlet         | Zeit       |
| ----- | ---- | -------------- | ---------- |
| 1     | AUS  | David Theile   | 1:02,2 min |
| 2     | AUS  | John Monckton  | 1:03,2 min |
| 3     | USA  | Frank McKinney | 1:04,5 min |

### 200 m Brust
| Platz | Land | Athlet             | Zeit       |
| ----- | ---- | ------------------ | ---------- |
| 1     | JPN  | Masaru Furukawa    | 2:34,7 min |
| 2     | JPN  | Masahiro Yoshimura | 2:36,7 min |
| 3     | URS  | Charis Junitschew  | 2:36,8 min |

### 200 m Schmetterling
| Platz | Land | Athlet           | Zeit       |
| ----- | ---- | ---------------- | ---------- |
| 1     | USA  | William Yorzyk   | 2:19,3 min |
| 2     | JPN  | Takashi Ishimoto | 2:23,8 min |
| 3     | HUN  | György Tumpek    | 2:23,9 min |

Die 200 m Schmetterling waren 1956 zum ersten Mal im Programm der olympischen Schwimmwettbewerbe.

### 4 × 200 m Freistil
| Platz | Land | Athleten                                                            | Zeit       |
| ----- | ---- | ------------------------------------------------------------------- | ---------- |
| 1     | AUS  | Kevin O’Halloran John Devitt Murray Rose John Henricks              | 8:23,6 min |
| 2     | USA  | Richard Hanley George Breen William Woolsey Ford Konno              | 8:31,5 min |
| 3     | URS  | Witali Sorokin Wladimir Struschanow Gennadi Nikolajew Boris Nikitin | 8:34,7 min |

## Frauen

### 100 m Freistil
| Platz | Land | Athletin       | Zeit       |
| ----- | ---- | -------------- | ---------- |
| 1     | AUS  | Dawn Fraser    | 1:02,0 min |
| 2     | AUS  | Lorraine Crapp | 1:02,3 min |
| 3     | AUS  | Faith Leech    | 1:05,1 min |

### 400 m Freistil
| Platz | Land | Athletin       | Zeit       |
| ----- | ---- | -------------- | ---------- |
| 1     | AUS  | Lorraine Crapp | 4:54,6 min |
| 2     | AUS  | Dawn Fraser    | 5:02,5 min |
| 3     | USA  | Sylvia Ruuska  | 5:07,1 min |

### 100 m Rücken
| Platz | Land | Athletin         | Zeit       |
| ----- | ---- | ---------------- | ---------- |
| 1     | GBR  | Judy Grinham     | 1:12,9 min |
| 2     | USA  | Carin Cone       | 1:12,9 min |
| 3     | GBR  | Margaret Edwards | 1:13,1 min |

Die Britin Judy Grinham stellte mit 1:12,9 min einen neuen Weltrekord und Olympischen Rekord über 100 m Rücken für Frauen auf. 

### 200 m Brust
| Platz | Land | Athletin            | Zeit       |
| ----- | ---- | ------------------- | ---------- |
| 1     | EUA  | Ursula Happe        | 2:53,1 min |
| 2     | HUN  | Éva Székely         | 2:54,8 min |
| 3     | EUA  | Eva-Maria ten Elsen | 2:55,1 min |

### 100 m Schmetterling
| Platz | Land | Athletin     | Zeit       |
| ----- | ---- | ------------ | ---------- |
| 1     | USA  | Shelley Mann | 1:11,0 min |
| 2     | USA  | Nancy Ramey  | 1.11,9 min |
| 3     | USA  | Mary Sears   | 1:14,4 min |

Die 100 m Schmetterling waren 1956 zum ersten Mal im Programm der olympischen Schwimmwettbewerbe.

### 4 × 100 m Freistil

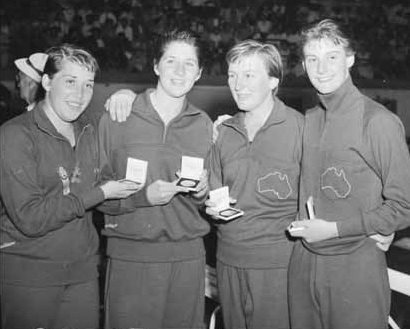
Die Siegerinnen von links nach rechts:Morgan, Fraser, Crapp, Leech

| Platz | Land | Athletinnen                                                    | Zeit       |
| ----- | ---- | -------------------------------------------------------------- | ---------- |
| 1     | AUS  | Dawn Fraser Faith Leech Sandra Morgan Lorraine Crapp           | 4:17,1 min |
| 2     | USA  | Sylvia Ruuska Shelley Mann Nancy Simons Joan Rosazza           | 4:19,2 min |
| 3     | RSA  | Natalie Myburgh Susan Roberts Moira Abernethy Jeanette Myburgh | 4:25,7 min |

## Medaillenspiegel
| Rang | Land                   | Gold | Silber | Bronze | Gesamt |
| ---- | ---------------------- | ---- | ------ | ------ | ------ |
| 1    | Australien             | 8    | 4      | 2      | 14     |
| 2    | Vereinigte Staaten     | 2    | 4      | 5      | 11     |
| 3    | Japan                  | 1    | 4      | 0      | 5      |
| 4    | Vereinigtes Königreich | 1    | 0      | 1      | 2      |
| 4    | Deutschland            | 1    | 0      | 1      | 2      |
| 6    | Ungarn                 | 0    | 1      | 1      | 2      |
| 7    | Sowjetunion            | 0    | 0      | 2      | 2      |
| 8    | Südafrikanische Union  | 0    | 0      | 1      | 1      |